# NGC 3773
NGC 3773 (również PGC 36043 lub UGC 6605) – galaktyka soczewkowata (S0), znajdująca się w gwiazdozbiorze Lwa. Odkrył ją William Herschel 12 kwietnia 1784 roku.